# Démographie de l'Illinois
En 2020, selon le bureau du recensement des États-Unis, la population de l'État américain de l'Illinois était estimée à 12 812 508 habitants, soit une baisse de 18 124 habitants depuis le recensement de 2010 (c'est la première fois dans l'histoire de l'État que sa population décroît). L'Illinois est le 5e État américain le plus peuplé des États-Unis.
Sa population se concentre principalement dans la ville de Chicago et son agglomération, ainsi 43,3 % des habitants de l'Illinois réside dans le comté de Cook. En effet, la ville de Chicago compte à elle seule 2 746 388 habitants en 2020, soit plus du cinquième de la population totale de l'État. Son aire urbaine, répartie sur trois États (dont l'Indiana et le Wisconsin) comprend 9,6 millions d'habitants.

## Indicateurs statistiques

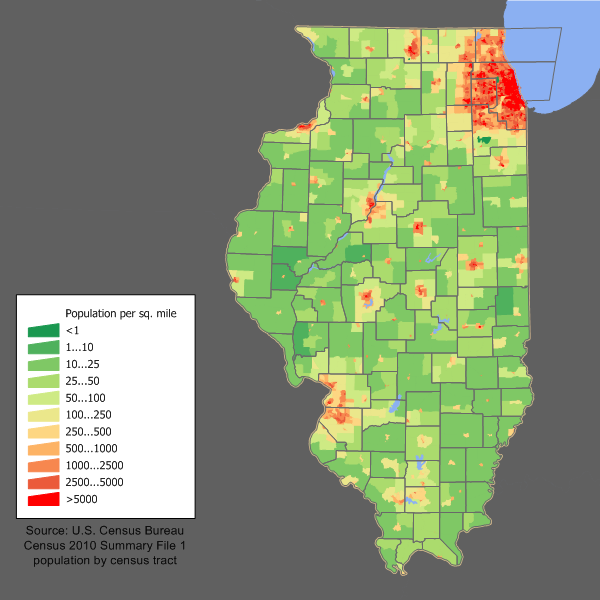
Densité de population de l'État.

| Indicateur                             | Illinois | États-Unis |
| -------------------------------------- | -------- | ---------- |
| Personnes de moins de 5 ans            | 6,0 %    | 6,2 %      |
| Personnes de moins de 18 ans           | 22,9 %   | 22,8 %     |
| Personnes de plus de 65 ans            | 12,5 %   | 15,2 %     |
| Femmes                                 | 50,9 %   | 50,8 %     |
| Personnes par foyer                    | 2,61     | 2,64       |
| Vétérans                               | 6,5 %    | 8,0 %      |
| Personnes nées étrangères à l'étranger | 13,9 %   | 13,2 %     |
| Personnes étrangères                   | 7,2 %    | 7,0 %      |
| Personnes sans assurance maladie       | 7,4 %    | 10,1 %     |
| Personnes avec un handicap             | 7,1 %    | 8,6 %      |
| Revenus annuels                        | 31 502 $ | 29 829 $   |
| Personnes sous le seuil de pauvreté    | 13,0 %   | 12,7 %     |
| Diplômés du lycée                      | 88,3 %   | 87,0 %     |
| Diplômés de l'université               | 32,9 %   | 30,3 %     |

## Composition ethnique

Groupe ethnique majoritaire par comté en 2016 :
Blancs non hispaniques 40-50 %
Blancs non hispaniques 50-60 %
Blancs non hispaniques 60-70 %
Blancs non hispaniques 70-80 %
Blancs non hispaniques 80-90 %
Blancs non hispaniques >90 %

La composition ethnique de l'Illinois est assez semblable à la moyenne nationale américaine, ainsi les Blancs représentent près des deux tiers de la population de l'État. les Afro-Américains sont la première minorité de l'État, suivis de près par la communauté hispanique qui devrait dépasser les Afro-américains d'ici 2015. Comme dans la plupart des grandes villes américaines, à Chicago, les Blancs non-hispaniques sont majoritaires.
Composition de la population d'après le bureau de recensement:
Répartition de la population par groupe ethnique
| Groupe raciaux         | Population (2000) | Population (2005) | Évolution |
| ---------------------- | ----------------- | ----------------- | --------- |
| Blancs non-hispaniques | 68,93 %           | 66,62 %           | −2,3 %    |
| Noirs                  | 15,73 %           | 15,63 %           | −0,1 %    |
| Hispaniques et Latinos | 11,78 %           | 13,72 %           | 1,9 %     |
| Asiatiques             | 3,84 %            | 4,45 %            | 0,6 %     |
| Amérindiens            | 0,62 %            | 0,62 %            | 0 %       |
| Océaniens              | 0,11 %            | 0,11 %            | 0 %       |

### Hispaniques et Latinos
| Groupe       | Nombre    | % de la population |
| ------------ | --------- | ------------------ |
| Mexicains    | 1 602 403 | 12,5               |
| Portoricains | 182 989   | 1,4                |
| Autres       | 242 186   | 1,9                |
| Total        | 2 027 578 | 15,8               |

Selon l'American Community Survey, pour la période 2011-2015, 83,48 % de la population hispanique âgée de plus de 5 ans déclare parler l'espagnol à la maison, 15,87 % déclare parler l'anglais et 0,66 % une autre langue.

### Amérindiens
| Tribu                         | Population | % de la population amérindienne |
| ----------------------------- | ---------- | ------------------------------- |
| Cherokees                     | 17 033     | 16,79                           |
| Amérindiens du Mexique        | 7 421      | 7,31                            |
| Blackfeet                     | 2 752      | 2,71                            |
| Ojibwés                       | 2 740      | 2,70                            |
| Sioux                         | 2 270      | 2,24                            |
| Chactas                       | 1 934      | 1,91                            |
| Apaches                       | 1 521      | 1,50                            |
| Amérindiens d'Amérique du Sud | 1 402      | 1,38                            |
| Iroquois                      | 1 336      | 1,32                            |
| Navajos                       | 1 063      | 1,05                            |

## Religions
Tout en étant un État ou plus des trois-quarts de la population se déclare chrétienne (77 %), l'Illinois dispose d'une grande diversité religieuse. Ainsi 45 % appartiendraient à des dénominations protestantes et/ou évangéliques, 32 % seraient catholiques.
L'Illinois aurait la deuxième plus grande communauté musulmane des États-Unis avec 3,6 % de fidèles. Les juifs seraient 2,2 %. L'État compterait également 1 % de bouddhistes, 1 % d'hindouistes et 4,5 % appartenant à une autre religion. Enfin 15 % seraient athées, agnostiques ou sans religion.

## Population urbaine

La ville de Chicago compte à elle seule 2746388 habitants, soit plus du cinquième de la population totale de l'État.

Avec une population estimée à 2 746 388 habitants en 2020, Chicago est la plus grande ville de l'Illinois, de la région du Midwest et la troisième des États-Unis. Le bureau du recensement compte sept autres villes dans l'Illinois dont la population est supérieure à 100 000 habitants. Aurora, est avec 197 899 habitants, la deuxième plus grande ville de l'État et se situe en banlieue ouest de Chicago dont elle constitue la seconde plus grande ville de la région métropolitaine. Avec 157 272 habitants, Rockford n'est pas seulement la troisième plus grande ville, elle reste la plus grande ville de l'État à ne pas se trouver dans la région métropolitaine de Chicago. Située en banlieue sud-ouest de Chicago, Joliet, est la quatrième plus grande ville de l'État, avec une population estimée à 146 125 habitants. Considérée comme l'une des villes les plus dynamiques aux États-Unis, Naperville, se situe en banlieue ouest de Chicago, et se classe en cinquième position avec 143 117 habitants. Naperville partage sa frontière occidentale avec la deuxième plus grande ville de l'État, Aurora, le long de la Route 59. Springfield, la capitale de l'État de l'Illinois, vient en sixième position avec 117 352 habitants. Peoria, qui fut durant plusieurs décennies la deuxième plus grande ville de l'État, se classe en septième position avec 114 114 habitants. La huitième ville en importance et dernière dans le club des villes de plus de 100 000 habitants est Elgin, une banlieue du nord-ouest de Chicago avec une population de 106 330 en 2008.